# 松田裕子 (脚本家)
松田 裕子（まつだ ゆうこ）は、日本の脚本家。ドリームプラス所属。『花咲舞が黙ってない』、『東京タラレバ娘』などの作品がある。

## 来歴
新潟県出身。青山学院女子短期大学国文学科卒業｡日本脚本家連盟スクール出身｡
大学卒業後、OLを経て2000年に『ふしぎな話･南の島の伝説』（毎日放送）で脚本業務デビュー｡

## 作品

### テレビドラマ
- 神様のいたずら（2000年、関西テレビ）
- Pure Soul〜君が僕を忘れても〜（2001年、よみうりテレビ）
- ごくせん（日本テレビ）
  - 第1シリーズ（2002年）
  - ごくせんスペシャル（2003年）
  - 第2シリーズ（2005年）
  - 第3シリーズ（2008年）
- おかみさんドスコイ!!（2002年、毎日放送）
- デザイナー（2005年、TBS）
- マキアージュ ドラマスペシャル ウーマンズ・アイランド〜彼女たちの選択〜（2006年、日本テレビ）
- 私の頭の中の消しゴム（2007年、日本テレビ）
- 美味學院（2007年、テレビ東京）
- どうぶつ119（2007年、日本テレビ）
- ラブレター（2008年、TBS）
- キイナ〜不可能犯罪捜査官〜（2009年、TBS）
- 笑う女優 「殺したかもしれない」「告白」（2010年、日本テレビ）
- あり得ない!（2010年、毎日放送）
- 美咲ナンバーワン!!（2011年、日本テレビ）
- 私立バカレア高校（2012年、日本テレビ）
- ゴーストママ捜査線〜僕とママの不思議な100日〜（2012年、日本テレビ）
- スプラウト（2012年、日本テレビ）
- Piece（2012年、日本テレビ）
- ピン女のメリークリスマス 〜恋したい、恋しようとしない、恋できない。〜（2012年、日本テレビ）
- 恋文日和（2014年、日本テレビ）
- 金曜ロードSHOW! 特別ドラマ企画 仮面ティーチャー（2014年、日本テレビ）
- 近キョリ恋愛〜Season Zero〜（2014年、日本テレビ）
- 花咲舞が黙ってない（日本テレビ）
  - 第1シリーズ（2014年）
  - 第2シリーズ（2015年）
  - 第3シリーズ（2024年）
- なぜ少女は記憶を失わなければならなかったのか?〜心の科学者・成海朔の挑戦〜（2014年、日本テレビ）
- ホテルコンシェルジュ（2015年、TBS）
- スペシャルドラマ 黒崎くんの言いなりになんてならない（2015年、日本テレビ）
- 東京タラレバ娘（2017年、日本テレビ）
  - 東京タラレバ娘2020（2020年）
- 兄に愛されすぎて困ってます （2017年、日本テレビ）
- 24時間テレビ 「愛は地球を救う」内スペシャルドラマ（日本テレビ） 
  - 時代をつくった男 阿久悠物語（2017年）
  - 絆のペダル（2019年）
  - 虹色のチョーク 知的障がい者と歩んだ町工場のキセキ（2023年）
- 正義のセ（2018年、日本テレビ）
- PRINCE OF LEGEND（2018年、日本テレビ）
- レンアイ漫画家（2021年、フジテレビ）
- 恋です！〜ヤンキー君と白杖ガール〜（2021年、日本テレビ）
- 忍者に結婚は難しい（2023年、フジテレビ）
- 東京犬ラブストーリー（2023年、フジテレビ）
- 月読くんの禁断お夜食（2023年、テレビ朝日）
- 問題物件（2025年、フジテレビ）

### 配信ドラマ
- A2Z（2023年、Amazon Prime Video）

### 映画
- 恋文日和 イカルスの恋人たち（2004年、シネカノン）
- カンナさん大成功です!（2009年、ゴー・シネマ）
- ごくせん THE MOVIE（2009年、東宝）
- 劇場版 私立バカレア高校（2012年、ショウゲート）
- NMB48 げいにん!（よしもとクリエイティブ・エージェンシー）
  - NMB48 げいにん!THE MOVIE お笑い青春ガールズ!（2013年）
  - NMB48 げいにん!THE MOVIE リターンズ 卒業!お笑い青春ガールズ!!新たなる旅立ち（2014年）
- L♡DK（2014年、東映）
- 黒崎くんの言いなりになんてならない （2016年、ショウゲート）
- HiGH&LOW THE RED RAIN（2016年、松竹）
- 兄に愛されすぎて困ってます（2017年、松竹）
- PRINCE OF LEGEND（2019年、東宝）
  - 貴族降臨 PRINCE OF LEGEND（2020年、東宝）
- ババンババンバンバンパイア（2025年公開予定、松竹）